# Таурув
Таурув (пол. Taurów) — село в Польщі, у гміні Єжув Бжезінського повіту Лодзинського воєводства.
Населення — 83 особи (2011).
У 1975-1998 роках село належало до Скерневицького воєводства.

## Демографія
Демографічна структура станом на 31 березня 2011 року:
|          | Загалом | Допрацездатний вік | Працездатний вік | Постпрацездатний вік |
| -------- | ------- | ------------------ | ---------------- | -------------------- |
| Чоловіки | 45      | 7                  | 28               | 10                   |
| Жінки    | 38      | 7                  | 18               | 13                   |
| Разом    | 83      | 14                 | 46               | 23                   |